# Caroline Harrison
Caroline Lavinia Scott Harrison (Oxford (Ohio), 1 oktober 1832 – Washington D.C., 25 oktober 1892) was de vrouw van de Amerikaanse president Benjamin Harrison en first lady van 1889 tot aan haar dood. Na haar dood nam dochter Mary de rol van first lady over.
Caroline ("Carrie") was de dochter van Mary Potts Neal en de presbyteriaanse dominee John W. Scott. Op 20 oktober 1853 trouwde ze met Benjamin Harrison, de kleinzoon van oud-president William Henry Harrison. Ze kregen drie kinderen: Russell Benjamin (1854-1936), Mary Scott (1856-1930) en een doodgeboren dochter in 1861.

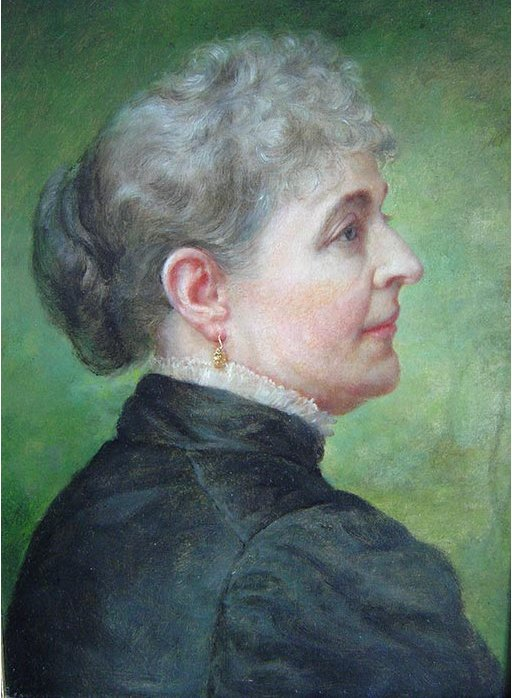
Portret door Lilly Martin Spencer rond 1885

Benjamin was advocaat en had het moeilijk met zijn praktijk uit te bouwen in Indianapolis maar slaagde daar uiteindelijk in; het gezinsgeluk werd enkel door de Amerikaanse Burgeroorlog verstoord. Caroline kon goed pianospelen en schilderde ook graag.
Toen haar man in de politiek ging en vaak in Washington D.C. was tussen 1881 en 1887 kon ze hem niet vaak vervoegen voor het sociale winterseizoen wegens ziekte. Nadat ze first lady werd, woonde dochter Mary ook met haar gezin op het Witte Huis. Caroline stierf uiteindelijk aan tuberculose in oktober 1892. Na de rouwperiode werd Mary de gastvrouw voor de resterende tijd van haar vaders ambtstermijn.
Vier jaar later hertrouwde Benjamin met Mary Scott Lord Dimmick, die 25 jaar jonger was en de nicht van Caroline.
Martha Washington ·
Abigail Adams ·
Martha Jefferson Randolph ·
Dolley Madison ·
Elizabeth Kortright Monroe ·
Louisa Adams ·
Emily Donelson ·
Sarah Yorke Jackson ·
Angelica Van Buren ·
Anna Harrison ·
Letitia Tyler ·
Priscilla Tyler ·
Julia Tyler ·
Sarah Polk ·
Margaret Taylor ·
Abigail Fillmore ·
Jane Pierce ·
Harriet Lane ·
Mary Lincoln ·
Eliza Johnson ·
Julia Grant ·
Lucy Hayes ·
Lucretia Garfield ·
Mary McElroy ·
Rose Cleveland ·
Frances Cleveland ·
Caroline Harrison ·
Mary Harrison McKee ·
Ida McKinley ·
Edith Roosevelt ·
Helen Taft ·
Ellen Wilson ·
Edith Wilson ·
Florence Harding ·
Grace Coolidge ·
Lou Hoover ·
Eleanor Roosevelt ·
Bess Truman ·
Mamie Eisenhower ·
Jacqueline Kennedy ·
Lady Bird Johnson ·
Pat Nixon ·
Betty Ford ·
Rosalynn Carter ·
Nancy Reagan ·
Barbara Bush ·
Hillary Clinton ·
Laura Bush ·
Michelle Obama ·
Melania Trump ·
Jill Biden ·
Melania Trump
- International Standard Name Identifier: 0000 0000 2899 9929
- Library of Congress Control Number: n91100821
- Nationale Bibliotheek van Israël: 987007324608705171
- SNAC: w6z03gt6
- Union List of Artist Names: 500336583
- Virtual International Authority File: 43485382
- WorldCat: E39PBJcGkpTqDyfVyjkMJbVHmd